# Сенява-Жарська
Сенява-Жарська (пол. Sieniawa Żarska) — село в Польщі, у гміні Жари Жарського повіту Любуського воєводства.
Населення — 1109 осіб (2011).
У 1975-1998 роках село належало до Зеленогурського воєводства.

## Демографія
Демографічна структура станом на 31 березня 2011 року:
|          | Загалом | Допрацездатний вік | Працездатний вік | Постпрацездатний вік |
| -------- | ------- | ------------------ | ---------------- | -------------------- |
| Чоловіки | 561     | 141                | 389              | 31                   |
| Жінки    | 548     | 97                 | 344              | 107                  |
| Разом    | 1109    | 238                | 733              | 138                  |